# Cầu Thạnh Hội
Cầu Thạnh Hội là một cây cầu bắc qua sông Đồng Nai, nối phường Thạnh Phước với xã Thạnh Hội (tức cù lao Thạnh Hội) thuộc thành phố Tân Uyên, tỉnh Bình Dương.

## Thông tin
Cầu Thạnh Hội có tổng chiều dài là hơn 350 m, đường dẫn lên cầu dài hơn 1,1 km, bề rộng mặt đường là 11 m gồm 2 làn xe và 2 làn xe máy. Cầu Thạnh Hội là một cầu bê tông cốt thép và bê tông dự ứng lực.

## Lịch sử
Cầu Thạnh Hội được khởi công xây dựng vào ngày 2 tháng 9 năm 2005. Chủ đầu tư của dự án là UBND Tân Uyên làm chủ đầu tư, đơn vị thi công là Công ty Xây dựng giao thông 585 thuộc Tổng Công ty Xây dựng công trình giao thông 5 với tổng mức đầu tư là 95 tỷ đồng. Sau hơn 4 năm xây dựng, vào ngày 26 tháng 12 năm 2009 đã hoàn thành và được tổ chức lễ khánh thành đưa vào sử dụng bởi UBND Tân Uyên. Cầu Thạnh Hội khi đưa vào sử dụng góp phần phát triển kinh tế – xã hội, thuận tiện giao thông đi lại cho thành phố Tân Uyên.